# Tetrosomus
Tetrosomus là một chi cá biển trong họ Cá nóc hòm. Chi này được lập ra bởi Swainson vào năm 1839.

## Từ nguyên
Tên gọi của chi được ghép bởi hai âm tiết trong tiếng Hy Lạp cổ đại: tetra (τετρα; "bốn") và sôma (σῶμα; "thân thể"), hàm ý đề cập đến hình dạng "bốn cạnh" của loài điển hình.

## Các loài
Chi này có 4 loài được công nhận:
- Tetrosomus concatenatus (Bloch, 1785)
- Tetrosomus gibbosus Linnaeus, 1758
- Tetrosomus reipublicae (Whitley, 1930)
- Tetrosomus stellifer (Bloch & Schneider, 1801)

### Tình trạng phân loại
Mối quan hệ giữa T. reipublicae và T. concatenatus cần được xem xét lại vì các mẫu T. reipublicae được thu thập từ nhiều điểm khác nhau ở khu vực Ấn Độ Dương - Thái Bình Dương có sự khác biệt về kiểu hình (có hoặc không có các sọc xanh lam trên thân). Còn T. stellifer chỉ được biết qua 4 bộ da được thu thập ở bờ biển Hoa Kỳ, cũng không có thêm bất kỳ dữ liệu nào về loài này.